# Wangen (bei Göppingen)
Wangen település Németországban, azon belül Baden-Württembergben. Lakosainak száma 3241 fő (2023. december 31.).

## Népesség
A település népessége az elmúlt években az alábbi módon változott:
| Lakosok száma | 2186 | 2553 | 2840 | 2975 | 3195 | 3397 | 3221 | 3211 | 3071 | 3241 |
|               | 1961 | 1967 | 1974 | 1980 | 1987 | 1993 | 2000 | 2006 | 2013 | 2023 |